# Jan Colpaert
Jan Colpaert (Bierbeek, 21 november 1948) is een Vlaams wetenschappelijk onderzoeker en auteur. Hij is Ere-OP3 en docent op rust aan de KU Leuven campus Brussel (voorheen EHSAL en de KUB, sinds 2013 deel van de KU Leuven) waar hij modellering, simulatie en statistiek doceerde. Hij was directeur van het Centrum voor Modellering en Simulatie (CMS), een van de vijf onderzoekscentra aan EHSAL. Het CMS voert onderzoek uit in opdracht van de Federale Overheid en de bedrijfswereld.
In 1998 publiceerde Jan Colpaert samen met Miek De Kepper een studie over het gesubsidieerde cultuuraanbod, “Cultuurverspreiding in Vlaanderen”. Hij was ook nauw betrokken bij een onderzoek naar standaarden voor een lokaal cultuurbeleid (2001) en werkte samen met Katrien Lauwerysen aan een cultuuratlas van Vlaams-Brabant.
Als promotor is hij verbonden aan deelprojecten van BRIO. Dit is een in mei 2005 opgericht consortium van het Centrum voor de Interdisciplinaire Studie van Brussel van de Vrije Universiteit Brussel en het Studiecentrum voor Ondernemerschap Odisee (van Odisee), op initiatief van de Vlaamse minister van Cultuur, Jeugd, Sport en Brussel en met de steun van de Vlaamse Gemeenschap en de Vlaamse Gemeenschapscommissie.
- International Standard Name Identifier: 0000 0001 1546 2708
- Library of Congress Control Number: n2011009641
- Nederlandse Thesaurus van Auteursnamen: 186788991
- Virtual International Authority File: 168615120
- WorldCat: E39PBJckT4KbFgrK894qfCvbVC